# GS 66
GS 66 ist eine Apfelsorte; sie wurde in einer Obstplantage in der Hildesheimer Börde, Niedersachsen, von einem Obstbauern gezüchtet. GS steht für die Initialen des niedersächsischen Erzeugers und 66 für den Standplatz des Urbaumes in der Baumreihe. Die Elternsorten sind unbekannt. Der Apfel hat laut den Erzeugern eine knackig-krispe Textur und ausgewogene Süße und Säure.

## Anbau
Die Apfelsorte wird von sechs Erzeugerorganisationen in vier deutschen Regionen angebaut: Württembergische Obstgenossenschaft Raiffeisen, Obstgroßmarkt Mittelbaden und Marktgemeinschaft Bodensee in Baden-Württemberg, Veos in Sachsen sowie Elbe-Obst und Marktgemeinschaft Altes Land in Niedersachsen und Hamburg.

### Klasse 1

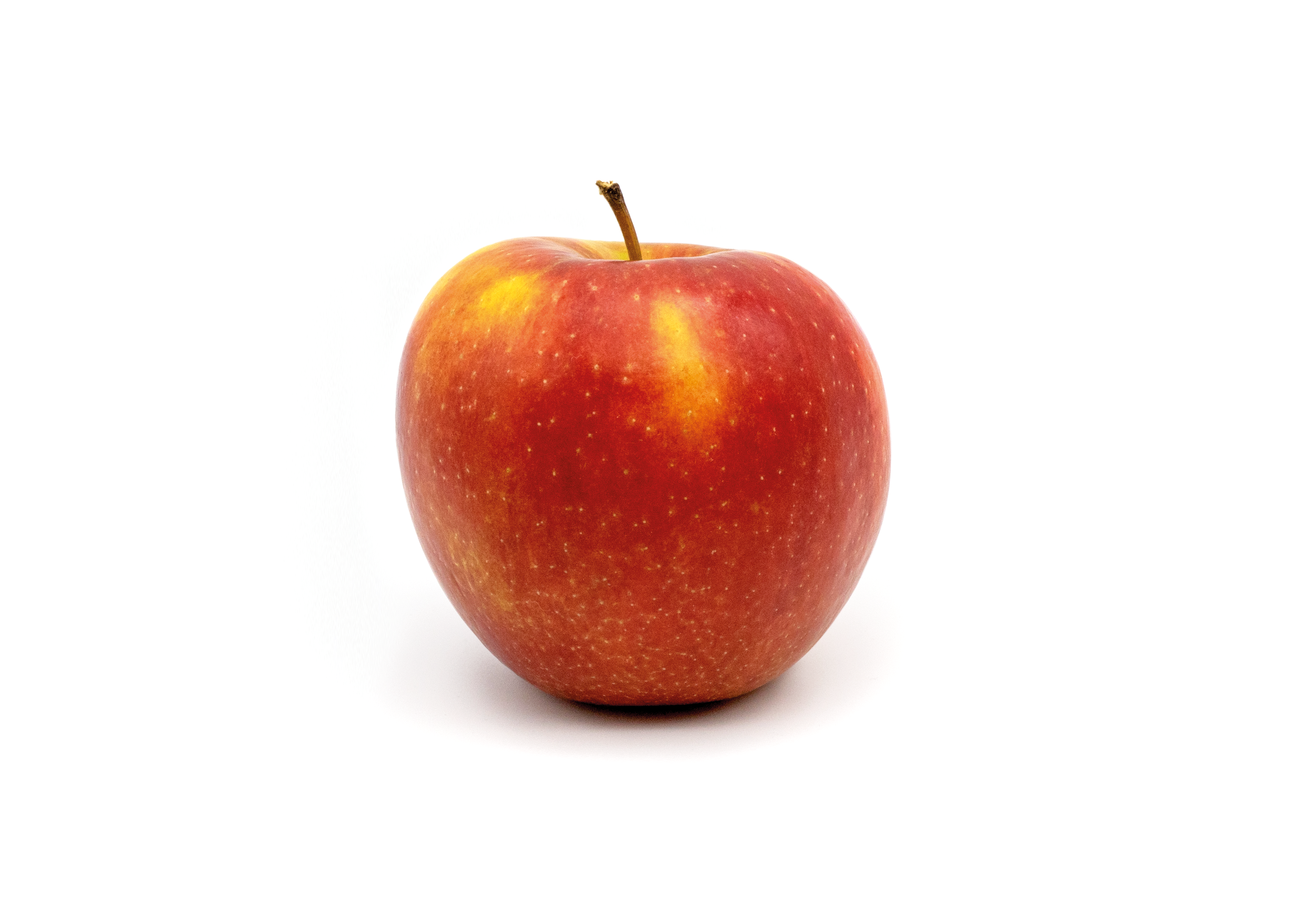
GS 66 – Apfelsorte

GS 66 wird als Clubsorte unter der Marke Fräulein vermarktet.